# 商小云
商小云（1963年—），男性，云南姚安人，汉族，中华人民共和国政治人物、第十一届全国人民代表大会云南地区代表。
商小云曾就读于楚雄州姚安第一中学高22班及中央党校经济管理专业，是中共党员。曾担任楚雄州体育运动学校校长、中共楚雄州委副秘书长，办公室主任、中共大姚县委书记、中共怒江州委组织部长。2008年起担任第十一届全国人大代表。
2012年，升任中共云南省怒江州委副书记，2015年，升任中共云南省委政法委副书记、云南省司法厅厅长，成为正厅级官员。2022年卸任云南省司法厅厅长。